# Сибирская Заимка
«Сиби́рская Заи́мка» — электронный журнал, посвящённый истории Сибири. Создан 22 марта 1998 года. Главный редактор — выпускник Гуманитарного факультета Новосибирского университета Михаил Галушко.
В журнале публикуются работы, написанные профессиональными учёными и неспециалистами, занимающимися историческим сибиреведением и краеведением. Статьи распределены по темам: «Археология», «Кочевые народы», «Освоение Сибири», «„Белая“ Сибирь», «Языки и фольклор», «Сибирские мемуары» и др.
В редакционную коллегию входят: доктор исторических наук и профессор Андрей Сергеевич Зуев, кандидат исторических наук Виктория Александровна Слугина, Михаил Галушко и
Дарья Владимировна Ильина.
По мнению рецензента сайта «Ruthenia»,

«Сибирская Заимка» — вполне хороший локальный проект. Он может быть интересен републикациями малодоступных материалов и попытками представить действительно профессиональный подход к изучению истории Сибири (хотя иногда в форме научно-популярных очерков).

## Спецпроект
В 2001—2002 годах «Сибирская Заимка» организовала специальный проект, целью которого являлась информационная поддержка краеведческих конкурсов, осуществляемых в рамках проекта ИОО (фонда Сороса) «Наш общий дом: формирование принципов толерантного существования в полиэтнических сообществах» в 2001—2002 гг. В проекте также участвовали Институт археологии и этнографии СО РАН, Новосибирский государственный педагогический университет, Центр детского и юношеского творчества Советского района города Новосибирска.
Проект подразумевал под собой проведение краеведческих конкурсов, интеллектуального марафона для старшеклассников, научно-практической конференции школьников старших классов и студентов, а также методических семинаров для преподавателей учебных заведений, работников музеев и руководителей школ народной культуры.

## Награды
- Журнал получил диплом участника, диплом Управления образования НСО и диплом Сибирской ярмарки за I место в номинации «Лучшая образовательная тематическая страница» в рамках Сибирской ярмарки на выставке «УчСиб — 2000».
- В 2000 году журнал стал победителем конкурса «Лучший сайт», проводившегося Project Harmony в рамках программы «Обучение и доступ к Интернет».
- В 2011 году «Сибирская Заимка» стала призёром конкурса сайтов о Новосибирской области «Новобест-2011».